# Crossing the Line (film, 2006)
Pour les articles homonymes, voir Crossing the Line.
Pour plus de détails, voir Fiche technique et Distribution.
Crossing the Line est un film documentaire britannique de Daniel Gordon et Nicholas Bonner, sorti en 2006. Gordon et Bonner se rendent en Corée du Nord pour interviewer James Joseph Dresnok, et retracer la vie de ce soldat américain qui déserta son poste pour rejoindre l'ennemi et vivre en Corée du Nord. Le film fut nommé pour le Grand prix du jury au Festival du film de Sundance de 2007.
Il s'agit du troisième documentaire tourné par Gordon en Corée du Nord, après Le Match de leurs vies (2002) et Les Demoiselles de Pyongyang (2004).